# 김재홍 (문학평론가)
김재홍(金載弘, 1947년 2월 4일 ~ 2023년 1월 13일)은 문학박사 1947년 충남 천안 출생으로 서울대학교 사범대학 국어교육과를 졸업한 후, 동대학원 국어국문학과에서 박사학위를 취득했다. 1972년 육군사관학교 전임강사를 시작으로 충북대학교, 인하대학교, 경희대학교에서 교수로 재직했으며, 2012년 경희대학교 문과대학에서 정년 연장 명예교수로 퇴직하였다. 현재는 경희대학교 명예교수이자 백석대학교 석좌교수로 있다. 1969년 서울신문 신춘문예에 평론이 당선되면서 본격적인 문단활동을 시작했다. 이후 시인론, 작품론 등의 실제비평 및 문학사와 문학이론 연구 분야에서 독자적인 학문적 영역을 구축했다. 이 과정에서 『한국 현대 시인 연구 1, 2, 3』, 『카프시인 비평』, 『한국 현대 시인 비판』, 『한국 현대시의 사적 탐구』, 『현대시와 삶의 진실』, 『생명·사랑·평등의 시학 탐구』, 『한국 현대시 시어사전』을 비롯한 40여권의 저서를 발표했다. 이외에도 국내 최장수 시전문지 계간 『시와시학』과 한국현대시박물관을 창간 및 설립, 사단법인 만해사상실천선양회 상임대표와 만해학술원장 등을 역임하며 시의 대중화 작업 및 인문정신의 실천적 활동을 주도했다. [제1회 녹원문학상], [제33회 현대문학상], [제1회 편운문학상], [김환태문학상], [후광문학상], [현대불교문학상], [유심문학상], [만해대상], [서울특별시 문화상] [보관문화훈장] 등을 수상했다.

### 주요 경력
- 前 인하대학교 교수
- 前 경희대학교 문과대 학장, 명예교수
- 前 백석대학교 석좌교수

### 학력
- 서울대학교 국어국문학과 학사(1970년)
- 서울대 대학원 국어국문학과 문학박사(1974년)

## 저서

### 문학 평론
- 《현대시와 열린 정신》
- 《현대시와 역사의식》
- 《현대문학의 비극론》
- 《한국 현대시인 비판》
- 《생명·사랑·자유의 시학》

## 수상
[제1회 녹원문학상], [제33회 현대문학상], [제1회 편운문학상], [김환태문학상], [후광문학상], [현대불교문학상], [유심문학상], [만해대상], [서울특별시 문화상] [보관문화훈장] 등을 수상했다.